# Vuelta a Colombia 1979
La 29.ª edición de la Vuelta a Colombia tuvo lugar entre el 24 de abril y el 6 de mayo de 1979. El santandereano Alfonso Flórez Ortiz del equipo Freskola A se coronó campeón con un tiempo de 36 h, 21 min y 29 s. 

## Equipos participantes[1]
| Equipo                                                 | Categoría  |
| ------------------------------------------------------ | ---------- |
| Caficentro de Tuluá                                    | Aficionado |
| Calzado Jovical Sprint Steep                           | Aficionado |
| Cuba Fedeciclismo                                      | Aficionado |
| Droguería Yaneth A                                     | Aficionado |
| Droguería Yaneth B                                     | Aficionado |
| Frampinz                                               | Aficionado |
| Freskola A                                             | Aficionado |
| Freskola B                                             | Aficionado |
| Frutera Santa Marta                                    | Aficionado |
| Liciclismo de Córdoba                                  | Aficionado |
| Licorera del Valle                                     | Aficionado |
| Licorera-Lotería de Cundinamarca                       | Aficionado |
| Lotería de Boyacá A                                    | Aficionado |
| Lotería de Boyacá B                                    | Aficionado |
| Malta Andina                                           | Aficionado |
| Maquipán Ltda                                          | Aficionado |
| Mixto Antioquia-Varta-Atlántico                        | Aficionado |
| Mixto Creaciones HOS-Mieles El Trapiche-Muebles Hermes | Aficionado |
| Mixto Cundinamarca-Andino                              | Aficionado |
| Mixto Cundinamarca-Cicloases                           | Aficionado |
| Mixto Equimapán-Frampinz                               | Aficionado |
| Mixto Norte-Putumayo                                   | Aficionado |
| Mixto Santander-Pastas Nuria                           | Aficionado |
| Mixto Valle-Meta-Norte                                 | Aficionado |
| Pilas Varta                                            | Aficionado |
| Pilsen Cervunión A                                     | Aficionado |
| Pilsen Cervunión B                                     | Aficionado |

## Etapas
| Etapa      | Fecha       | Recorrido                                  | Distancia (km)       | Ganador                    | Líder                      |                      |
| ---------- | ----------- | ------------------------------------------ | -------------------- | -------------------------- | -------------------------- | -------------------- |
| 1.ª etapa  | 24 de abril | Santa Marta - Barranquilla                 | 102                  | Juan de Dios Morales       | Juan de Dios Morales       |                      |
| 2.ª etapa  | 25 de abril | Barranquilla - Cartagena                   | 137                  | Jorge Antonio Pérez        | Jorge Antonio Pérez        |                      |
| 3.ª etapa  | 26 de abril | Circuito en Cartagena                      | 100                  | Arturo Orejón              | Gonzalo Marín              |                      |
| 4.ª etapa  | 27 de abril | Sincelejo - Montería                       | 125                  | Jaime Galeano              | Gonzalo Marín              |                      |
| 5.ª etapa  | 28 de abril | Montería - Caucasia                        | 125                  | Héctor Julio Mayorga       | Heriberto Urán             |                      |
| 6.ª etapa  | 29 de abril | Yarumal - Medellín                         | 120                  | Abelardo Ríos              | Abelardo Ríos              |                      |
|            | 30 de abril | Descanso en Medellín                       | Descanso en Medellín | Descanso en Medellín       | Descanso en Medellín       | Descanso en Medellín |
| 7.ª etapa  | 1 de mayo   | Caldas - Riosucio                          | 131                  | José Patrocinio Jiménez    | Abelardo Ríos              |                      |
| 8.ª etapa  | 2 de mayo   | Obando - Zarzal                            | 27 (CRI)             | Luis Hernán Díaz           | Abelardo Ríos              |                      |
| 9.ª etapa  | 2 de mayo   | Zarzal - Cali                              | 134                  | Rafael Acevedo Porras      | Antonio Londoño            |                      |
| 10.ª etapa | 3 de mayo   | Cali - Kilómetro 18                        | 18 (CRI)             | Alfonso Flórez Ortiz       | Gonzalo Marín              |                      |
| 11.ª etapa | 3 de mayo   | Dagua - Palmira                            | 115                  | Etapa cancelada por lluvia | Etapa cancelada por lluvia |                      |
| 12.ª etapa | 4 de mayo   | El Cerrito - Armenia                       | 152                  | Fabio Navarro              | Gonzalo Marín              |                      |
| 13.ª etapa | 5 de mayo   | El Espinal - Bogotá                        | 157                  | Carlos Julio Siachoque     | Alfonso Flórez Ortiz       |                      |
| 14.ª etapa | 6 de mayo   | Circuito Autódromo Internacional de Bogotá | 120                  | José Darío Hernández       | Alfonso Flórez Ortiz       |                      |

## Clasificaciones finales

### Clasificación general
Los diez primeros en la clasificación general final fueron:
| Clasificación general |                         |                                  |                  |
| Ciclista              | Ciclista                | Equipo                           | Tiempo           |
| --------------------- | ----------------------- | -------------------------------- | ---------------- |
| 1.º                   | Alfonso Flórez Ortiz    | Freskola A                       | 36 h 21 min 29 s |
| 2.º                   | Julio Alberto Rubiano   | Droguería Yaneth A               | + 45 s           |
| 3.º                   | José Patrocinio Jiménez | Malta Andina                     | + 1 min 10 s     |
| 4.º                   | Rafael Antonio Niño     | Lotería de Boyacá A              | + 3 min 02 s     |
| 5.º                   | Carlos Julio Siachoque  | Droguería Yanneth A              | + 3 min 16 s     |
| 6.º                   | Juan de Dios Morales    | Pilsen Cervunión A               | + 3 min 46 s     |
| 7.º                   | Gonzalo Marín           | Freskola A                       | + 3 min 52 s     |
| 8.º                   | Álvaro Pachón Morales   | Licorera-Lotería de Cundinamarca | + 4 min 22 s     |
| 9.º                   | Fabio de Jesús Arias    | Freskola B                       | + 6 min 25 s     |
| 10.º                  | Norberto Cáceres        | Droguería Yaneth A               | + 6 min 37 s     |

### Clasificación de la montaña
| Clasificación de la montaña |                         |                     |        |
| Ciclista                    | Ciclista                | Equipo              | Puntos |
| --------------------------- | ----------------------- | ------------------- | ------ |
| 1.º                         | José Patrocinio Jiménez | Malta Andina        | 16     |
| 2.º                         | Alfonso Flórez Ortiz    | Freskola A          | 10     |
| 3.º                         | Luis Hernán Díaz        | Caficentro de Tuluá | 5      |
| 3.º                         | Norberto Cáceres        | Droguería Yaneth A  | 5      |

### Clasificación de las metas volantes
| Clasificación de las metas volantes |                     |                     |        |
| Ciclista                            | Ciclista            | Equipo              | Puntos |
| ----------------------------------- | ------------------- | ------------------- | ------ |
| 1.º                                 | Fernando Cruz       | Caficentro de Tuluá | 38     |
| 2.º                                 | Armando Aristizábal | Caficentro de Tuluá | 24     |
| 3.º                                 | Arturo Orejón       | Cuba Fedeciclismo   | 23     |
| 3.º                                 | Luis Hernán Díaz    | Caficentro de Tuluá | 23     |

### Clasificación de la combinada
| Clasificación de la combinada |                         |                    |        |
| Ciclista                      | Ciclista                | Equipo             | Puntos |
| ----------------------------- | ----------------------- | ------------------ | ------ |
| 1.º                           | Alfonso Flórez Ortiz    | Freskola A         | 17     |
| 2.º                           | José Patrocinio Jiménez | Malta Andina       | 35     |
| 3.º                           | Carlos Julio Siachoque  | Droguería Yaneth A | 37     |

### Clasificación de la regularidad
| Clasificación de la regularidad |                            |                     |        |
| Ciclista                        | Ciclista                   | Equipo              | Puntos |
| ------------------------------- | -------------------------- | ------------------- | ------ |
| 1.º                             | Alfonso Flórez Ortiz       | Freskola A          | 45     |
| 2.º                             | Martín "Cochise" Rodríguez | Pilas Varta         | 43     |
| 3.º                             | Rafael Acevedo Porras      | Lotería de Boyacá B | 41     |

### Clasificación de los novatos
| Clasificación de los novatos |                     |                     |                  |
| Ciclista                     | Ciclista            | Equipo              | Tiempo           |
| ---------------------------- | ------------------- | ------------------- | ---------------- |
| 1.º                          | Fabio Enrique Parra | Lotería de Boyacá A | 36 h 32 min 17 s |
| 2.º                          | Rogelio Arango      | Licorera del Valle  | + 1 min 57 s     |
| 3.º                          | Carlos Adolfo Mesa  | Pilas Varta         | + 14 min 59 s    |

### Clasificación por equipos
| Clasificación por equipos |                     |                   |
| Equipo                    | Equipo              | Tiempo            |
| ------------------------- | ------------------- | ----------------- |
| 1.º                       | Droguería Yaneth A  | 109 h 05 min 40 s |
| 2.º                       | Freskola A          | + 5 min 49 s      |
| 3.º                       | Lotería de Boyacá A | + 17 min 30 s     |